# Злотов
Злотов или Зло̀тув (на полски: Złotów; на латински: Zlotovia; на немски: Flatau, Flatow; на кашубски: Złotowò) е град в Северна Полша, Великополско войводство. Административен център е на Злотовски окръг, както и селската Злотовска община, без да е част от нея. Самият град е обособен в самостоятелна градска община с площ от 11,58 км2.